# Златно попче
Златното попче (Gobius auratus) е вид риба от семейство Попчеви (Gobiidae). Видът не е застрашен от изчезване.

## Разпространение
Разпространен е в Албания, Босна и Херцеговина, Гърция (Егейски острови и Крит), Италия (Сардиния и Сицилия), Малта, Монако, Словения, Турция, Турция, Франция (Корсика), Хърватия и Черна гора.